# Rezervația peisagistică Saharna
Rezervația peisagistică Saharna este o arie protejată, situată la vest de satul omonim din raionul Rezina, Republica Moldova (ocolul silvic Rezina, Saharna, parcelele 17-23, 25-28; Saharna – Zemstvo, parcela 29). Are o suprafață de 674 ha. Obiectul este administrat de Gospodăria Silvică de Stat Orhei.
Rezervația cuprinde un defileu stâncos cu peșteri, râul Saharna și cascade. Unele peșteri au fost locuite de oamenii primitivi. Pe versanți crește o pădure de stejar pufos.

## Clasificare
Aria naturală a fost încadrată în etajele fitoclimatice FD1 deluros de stejărete și FD2 deluros de cvercete și șleauri de deal, cu următoarele tipuri de stațiuni:
- deluros de cvercete cu gorunete, cu cernoziomuri brune și cenușii, agriloiluviale, edafic mic, bonitate inferioară;
- deluros de cvercete cu goruneto-șleauri, goruneto-stejăreto-șleauri, platouri, versanți însoriți și semiînsoriți, edafic mijlociu-mare, sol cenușiu, bonitate mijlocie;
- deluros de cvercete cu gorunete, goruneto-șleauri, goruneto-stejăreto-șleauri, pe platouri și versanți umbriți slab-moderat înclinați, cu soluri cenușii, bonitate superioară și mijlocie.

Au fost identificate și definite următoarele tipuri de pădure:
- goruneto-stejăret de productivitate inferioară;
- gorunet cu floră de mull de productivitate mijlocie;
- goruneto-șleau de productivitate mijlocie;
- goruneto-stejăret de productivitate mijlocie;
- stejăreto-goruneto-șleau de productivitate superioară;
- stejăreto-goruneto-șleau de productivitate mijlocie.

## Galerie de imagini

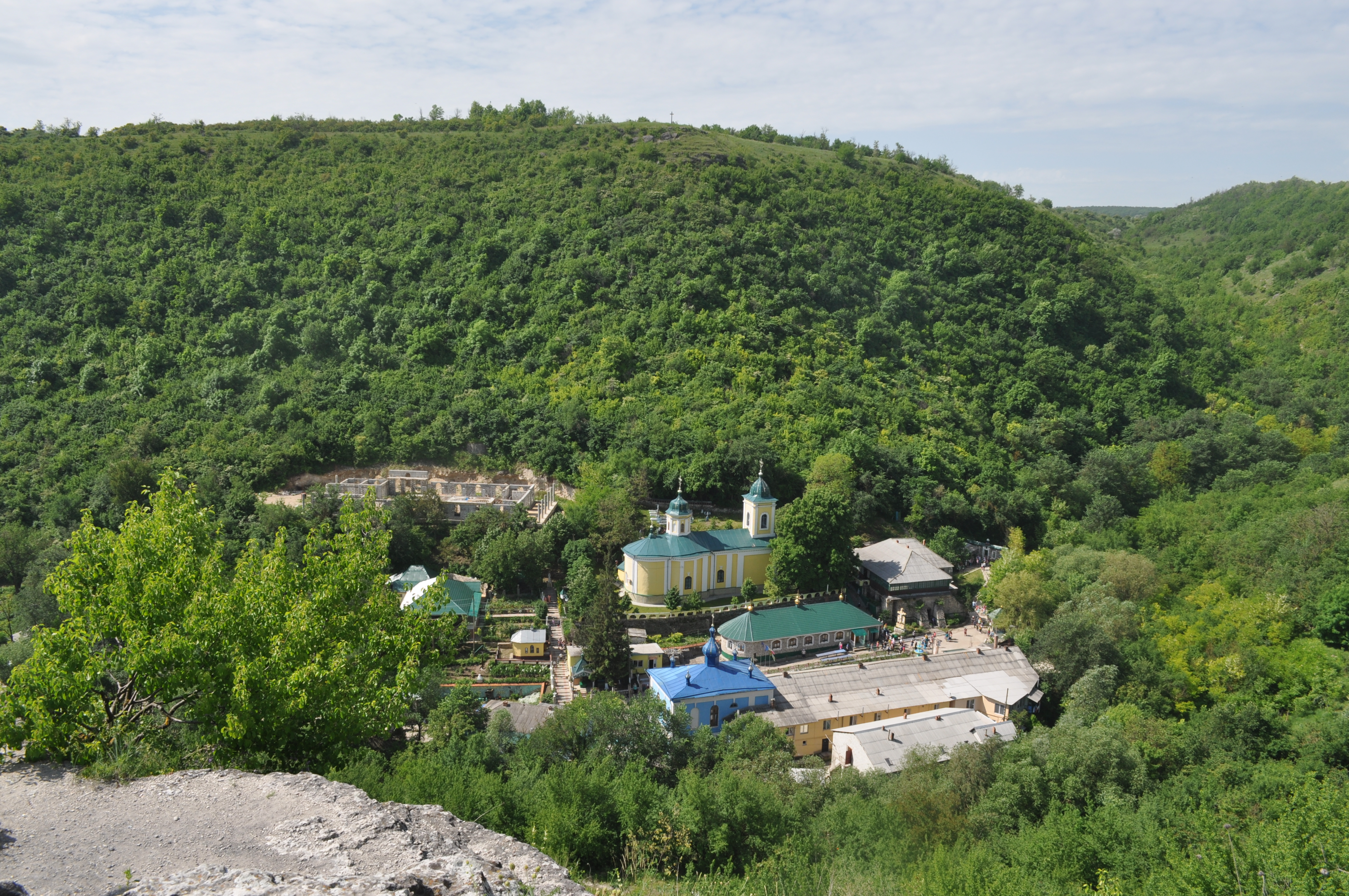
Mănăstirea omonimă
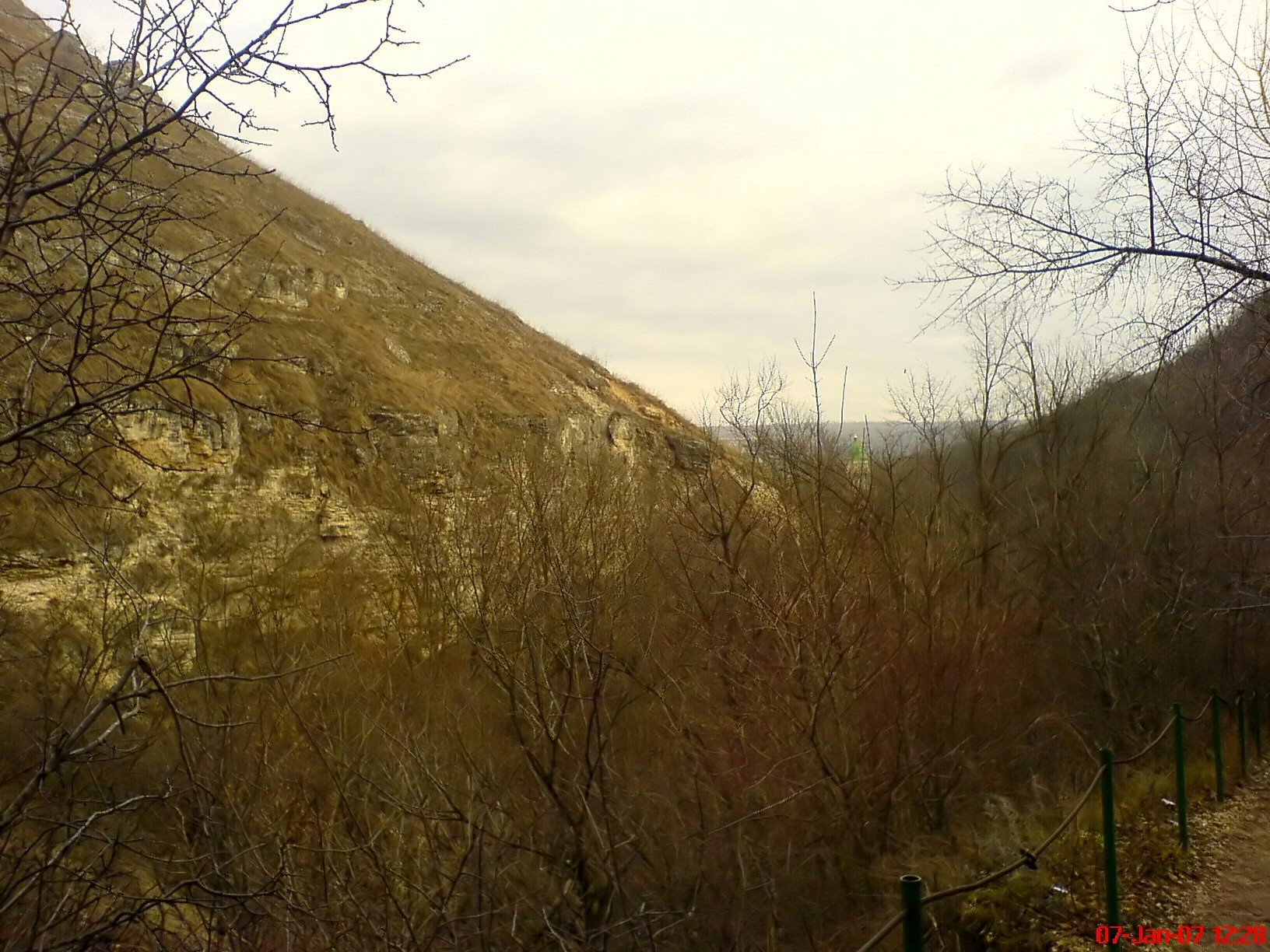
Dealurile abrupte ale defileului
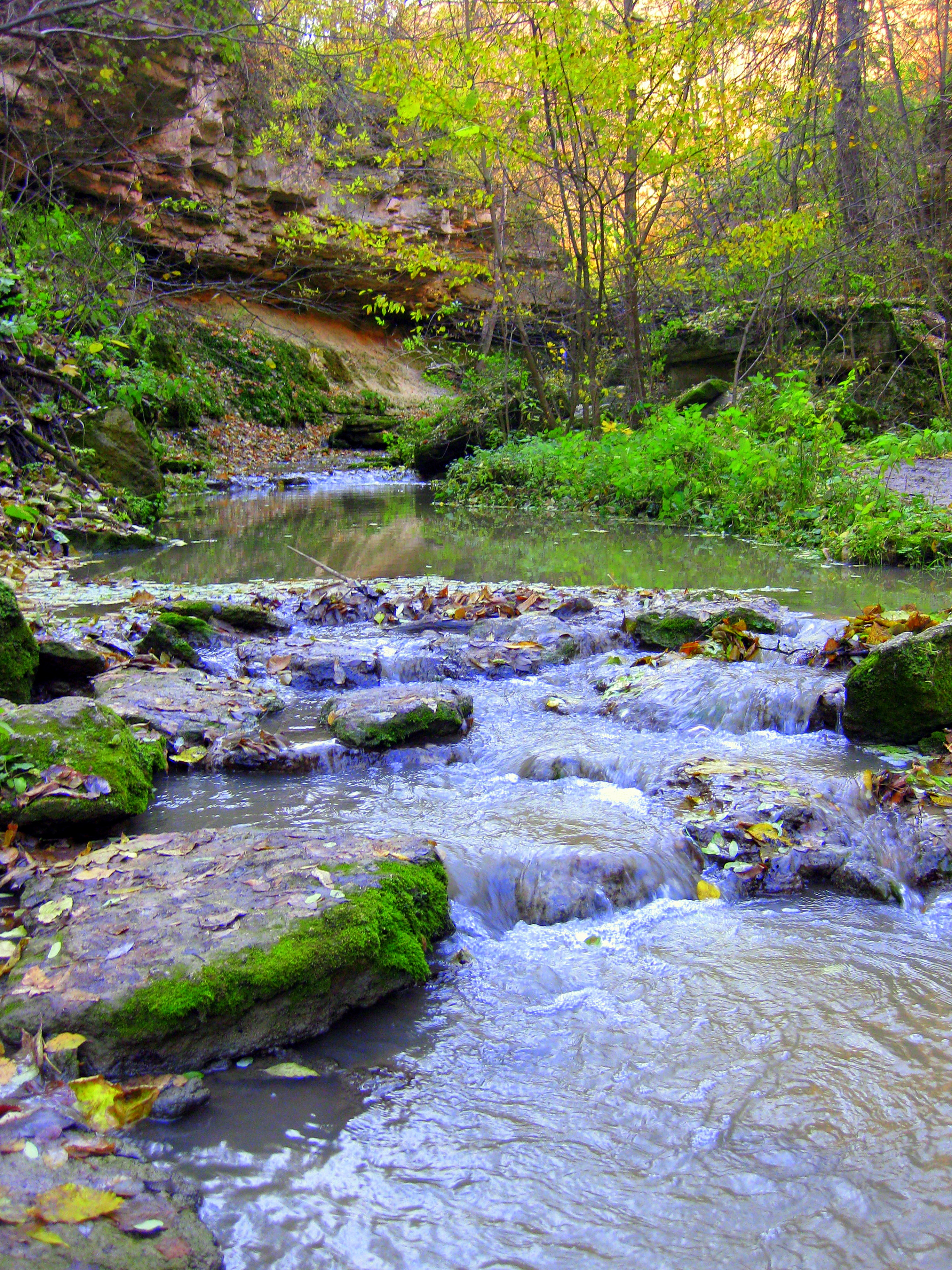
Râulețul Saharna
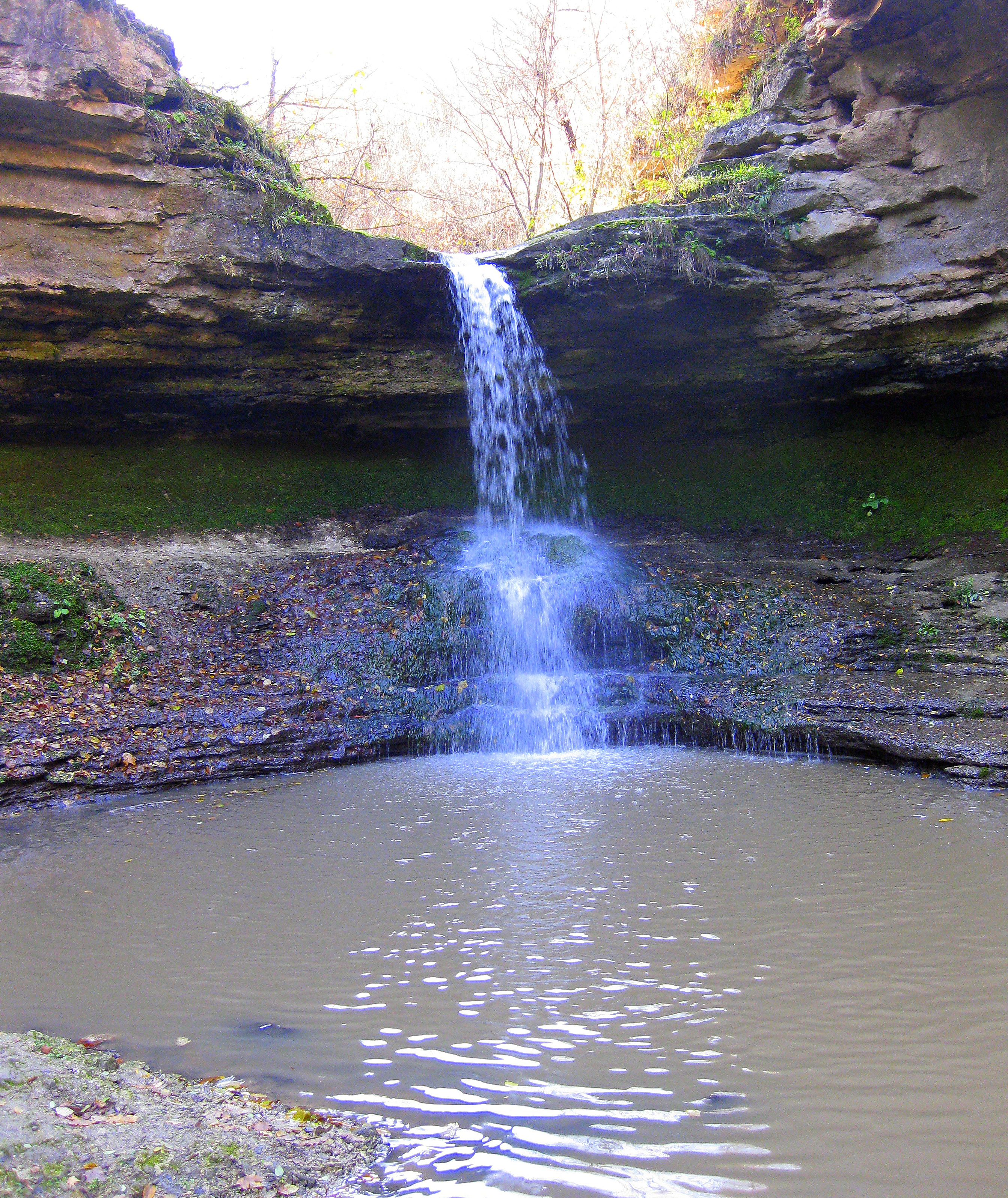
O mică cascadă pe râulețul Saharna
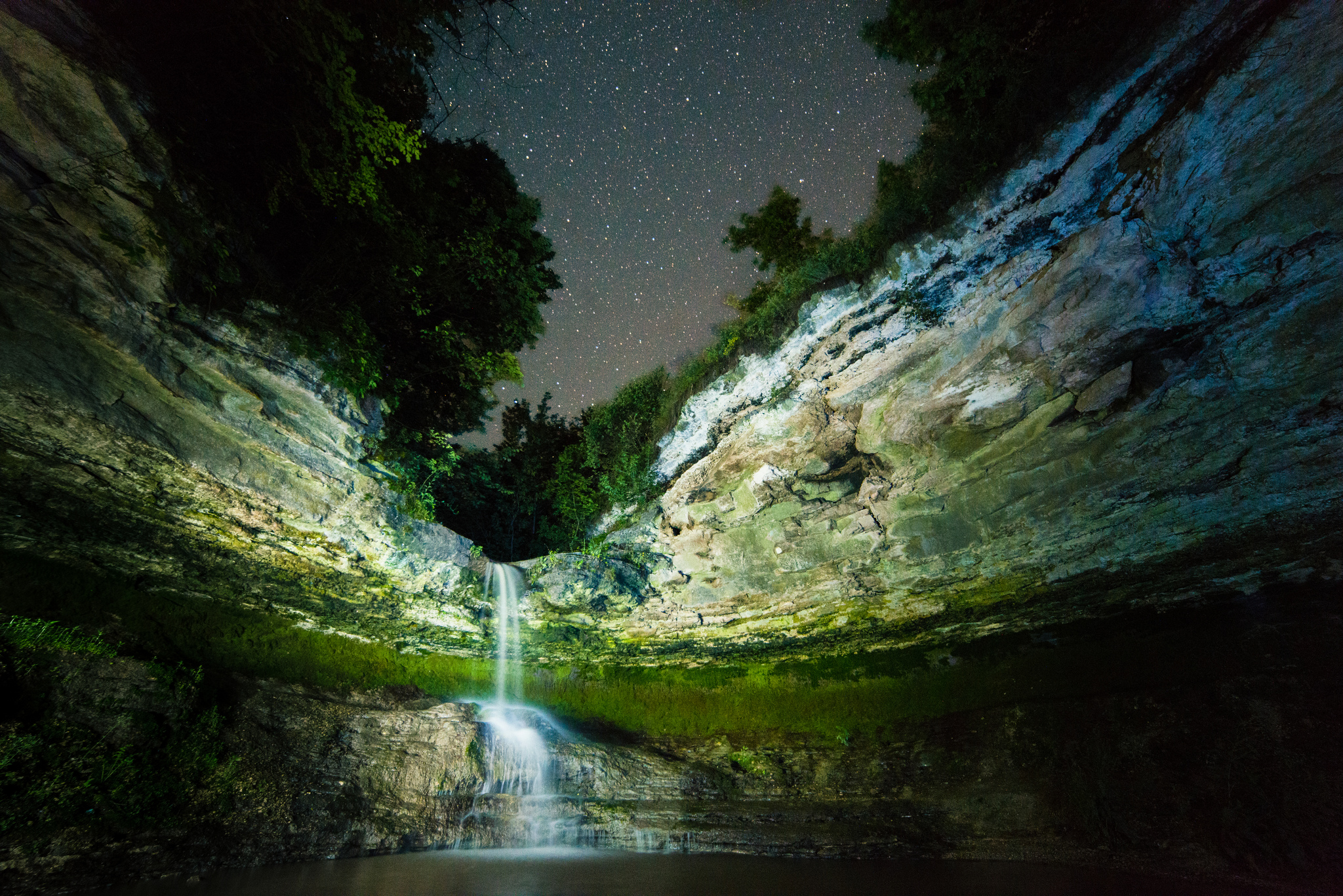
Cascada noaptea
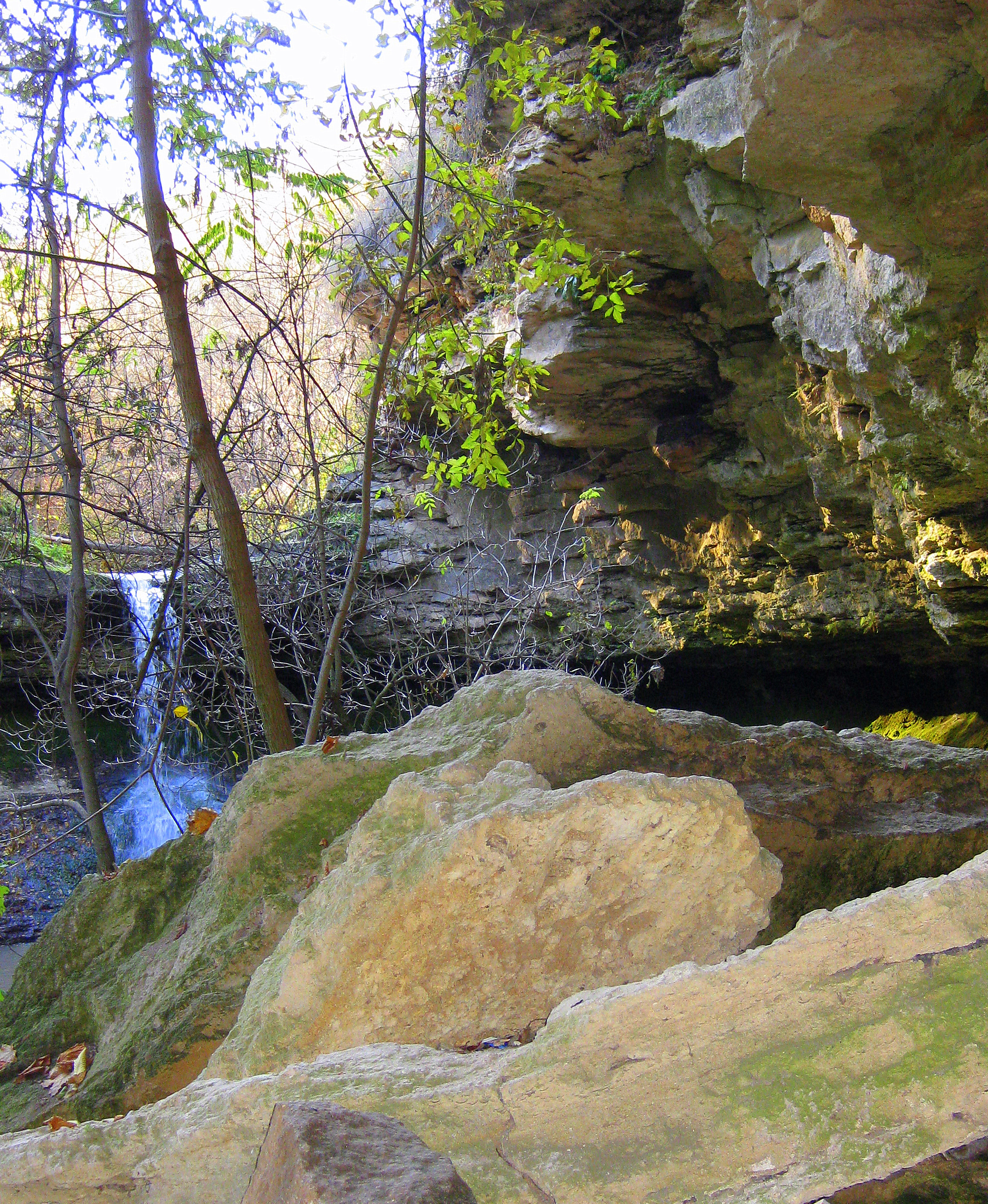
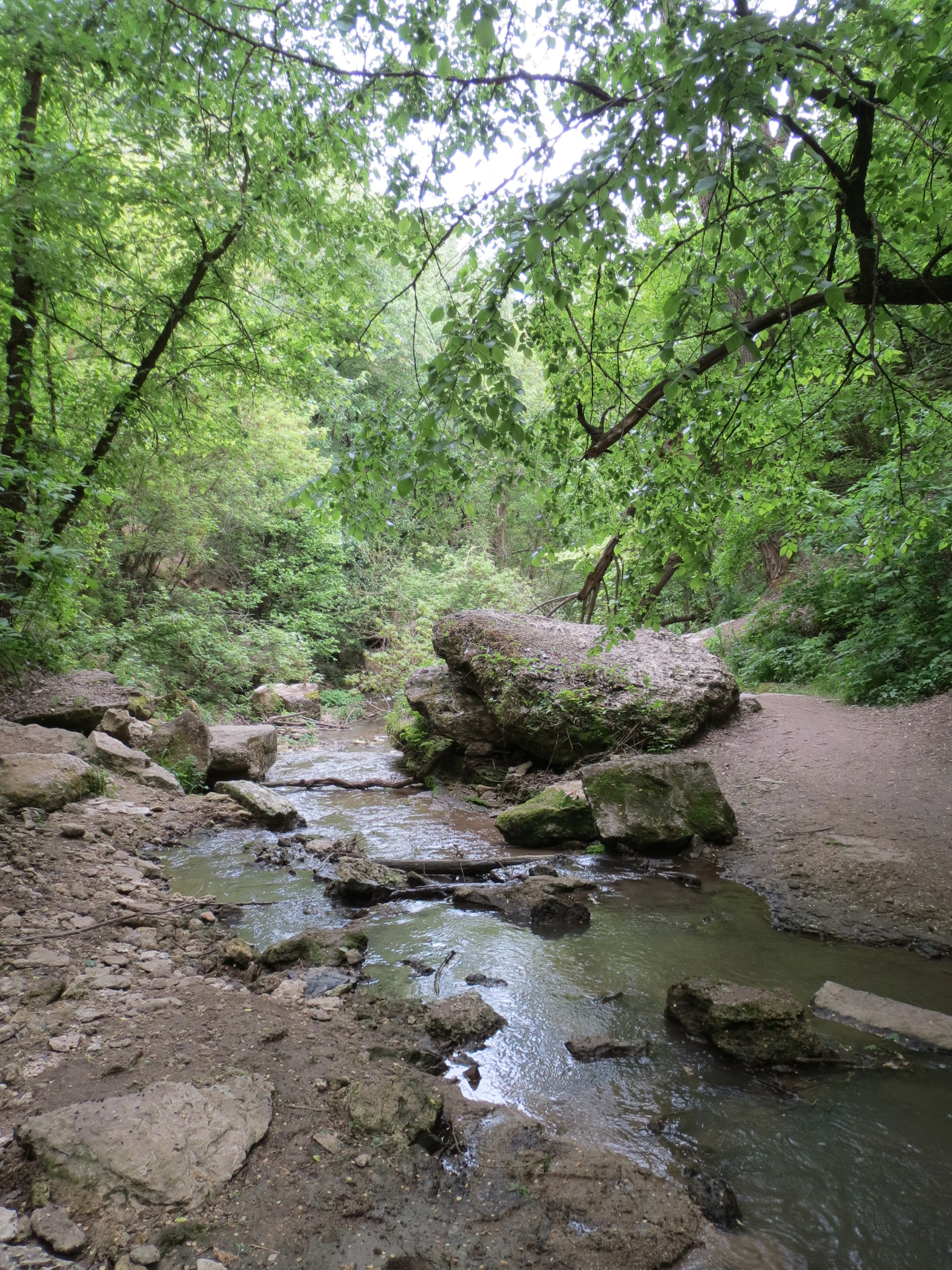
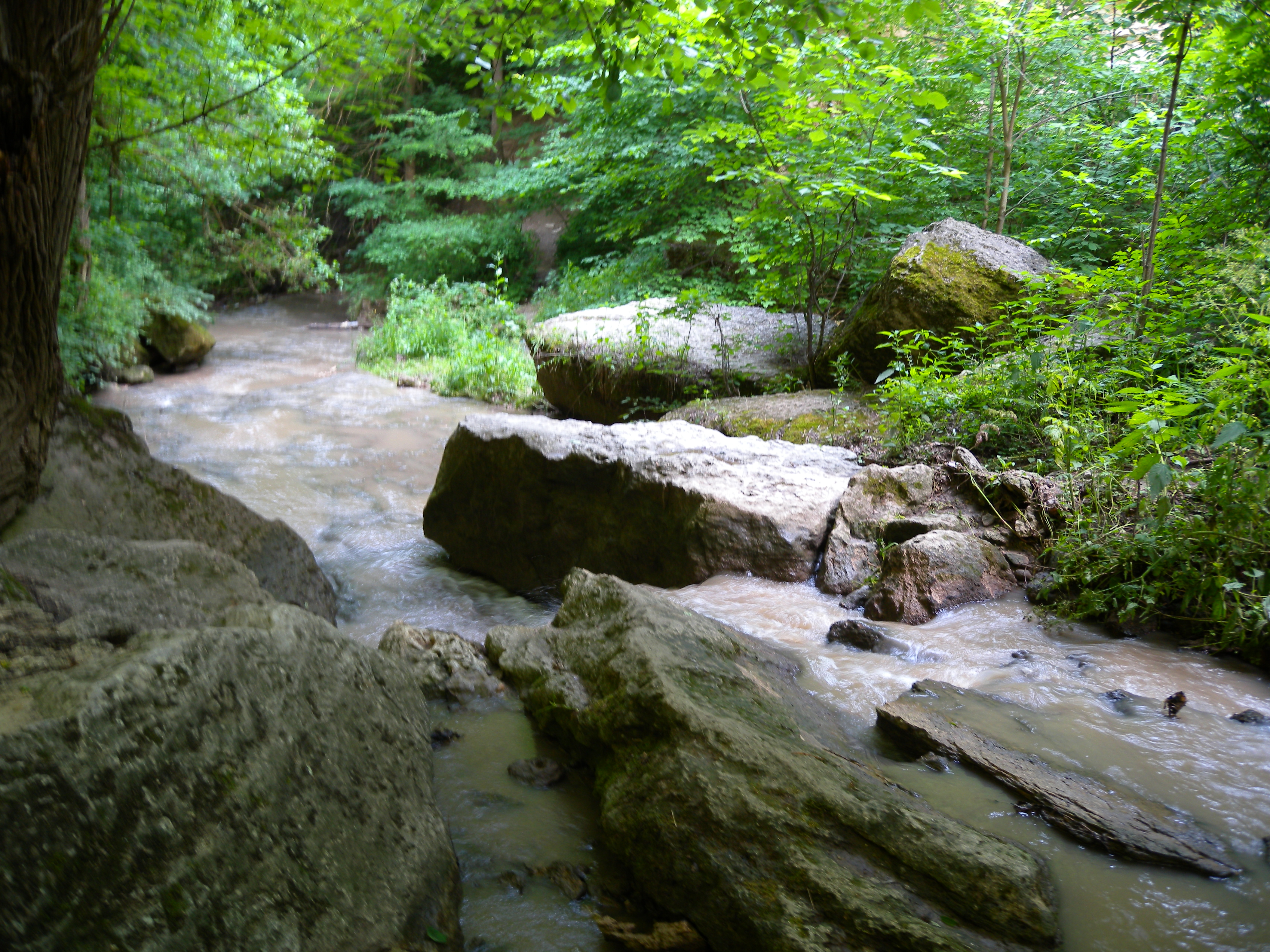
Praguri
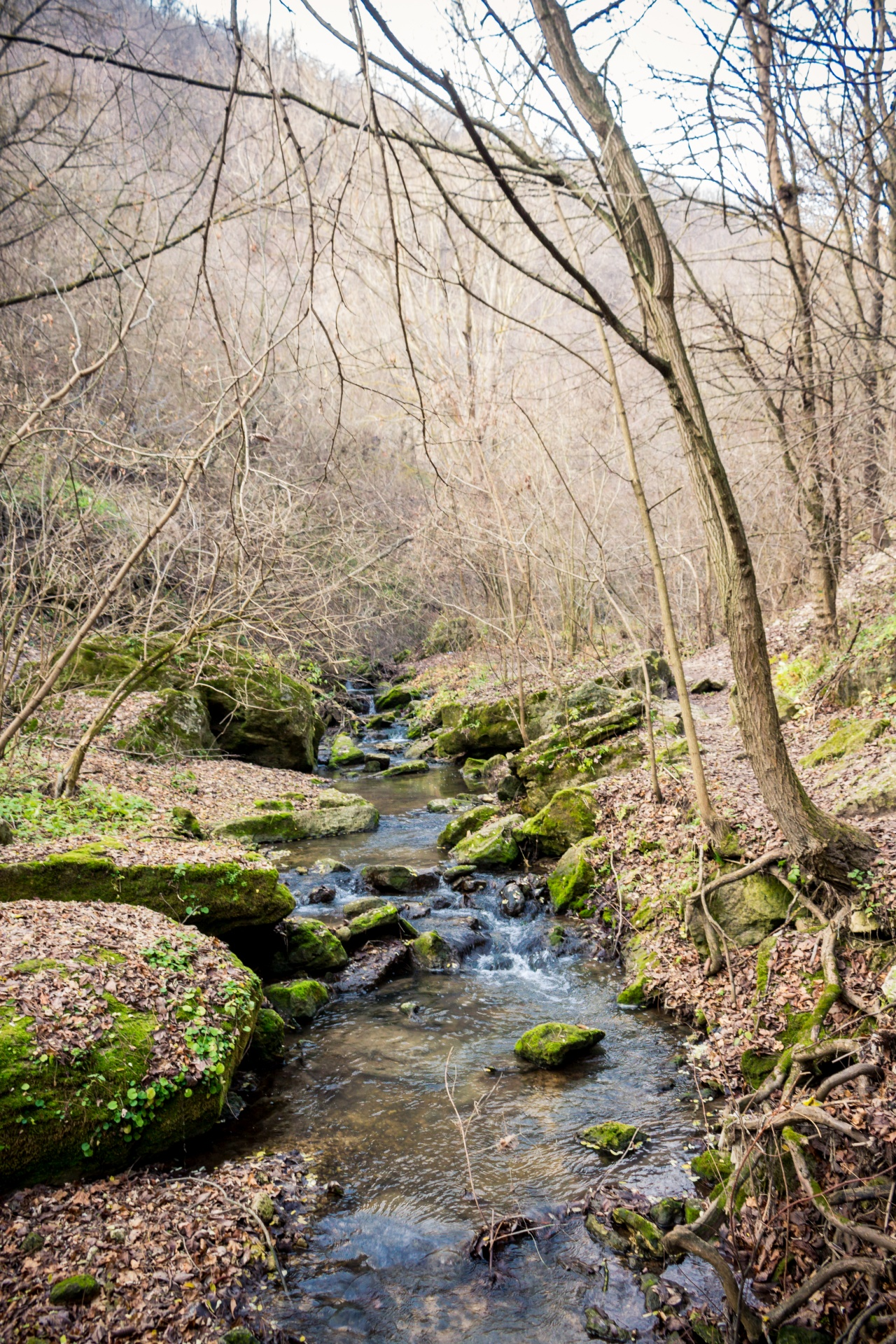
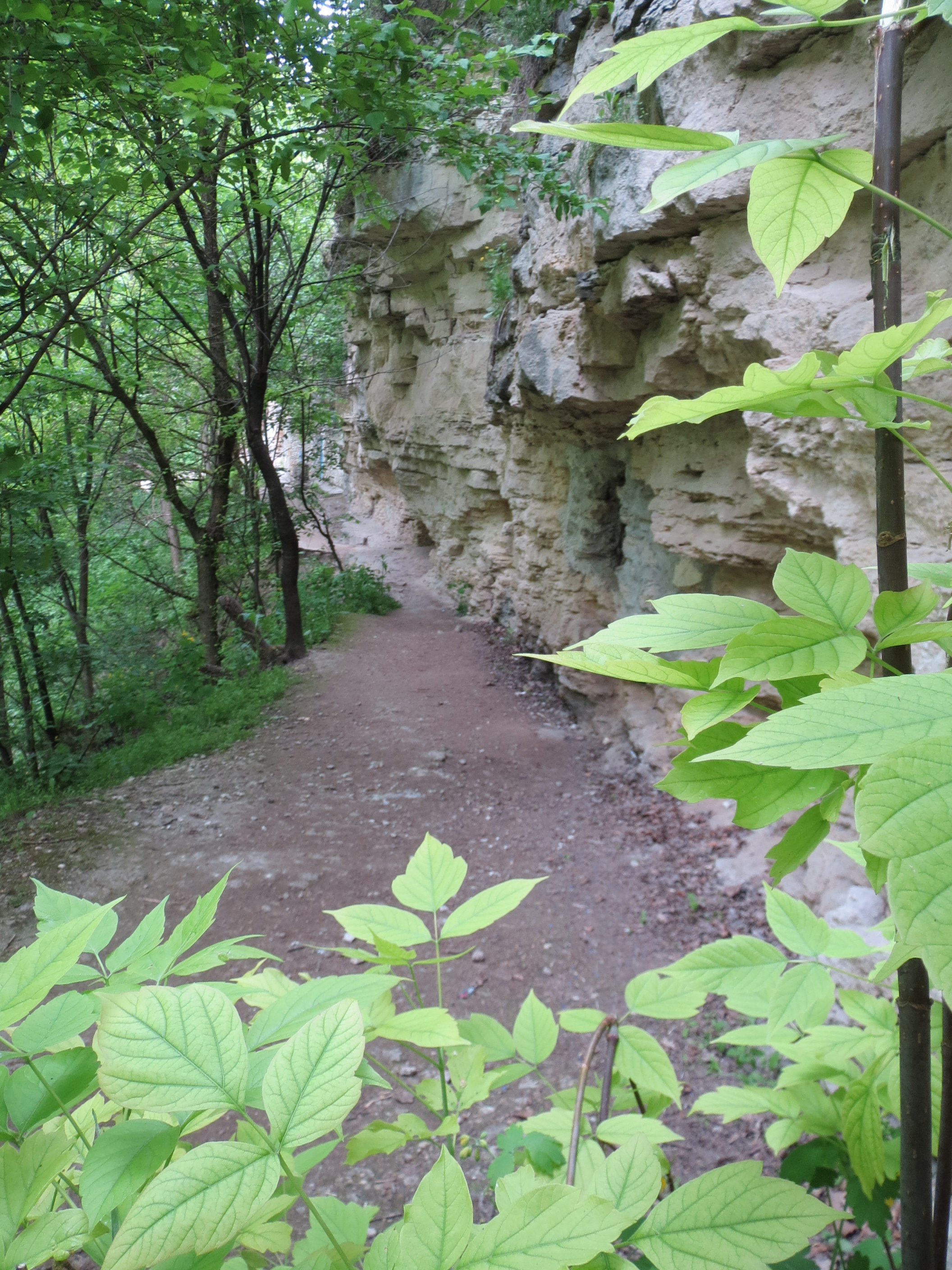
Cărare abruptă
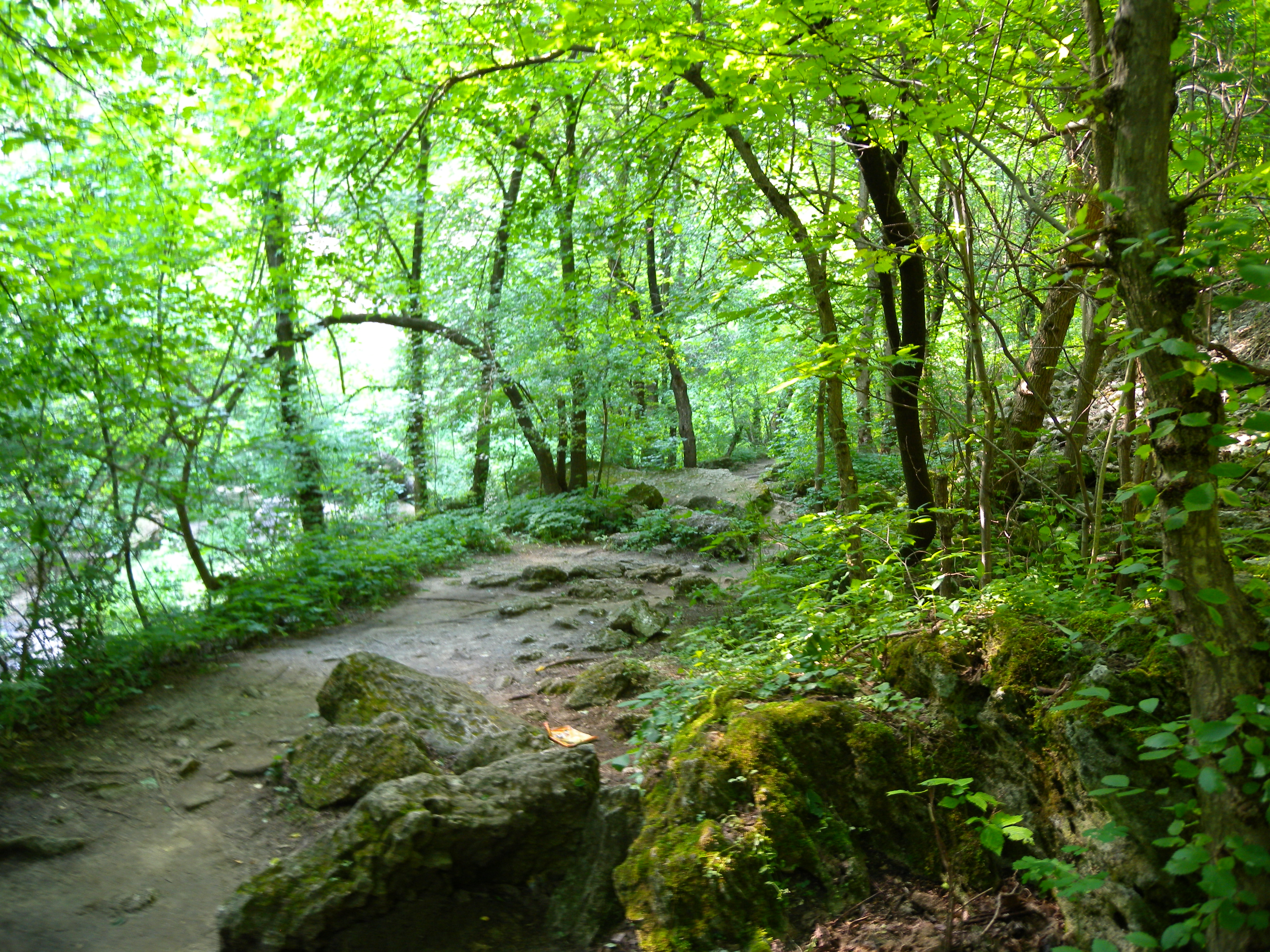
Poteci prin pădure
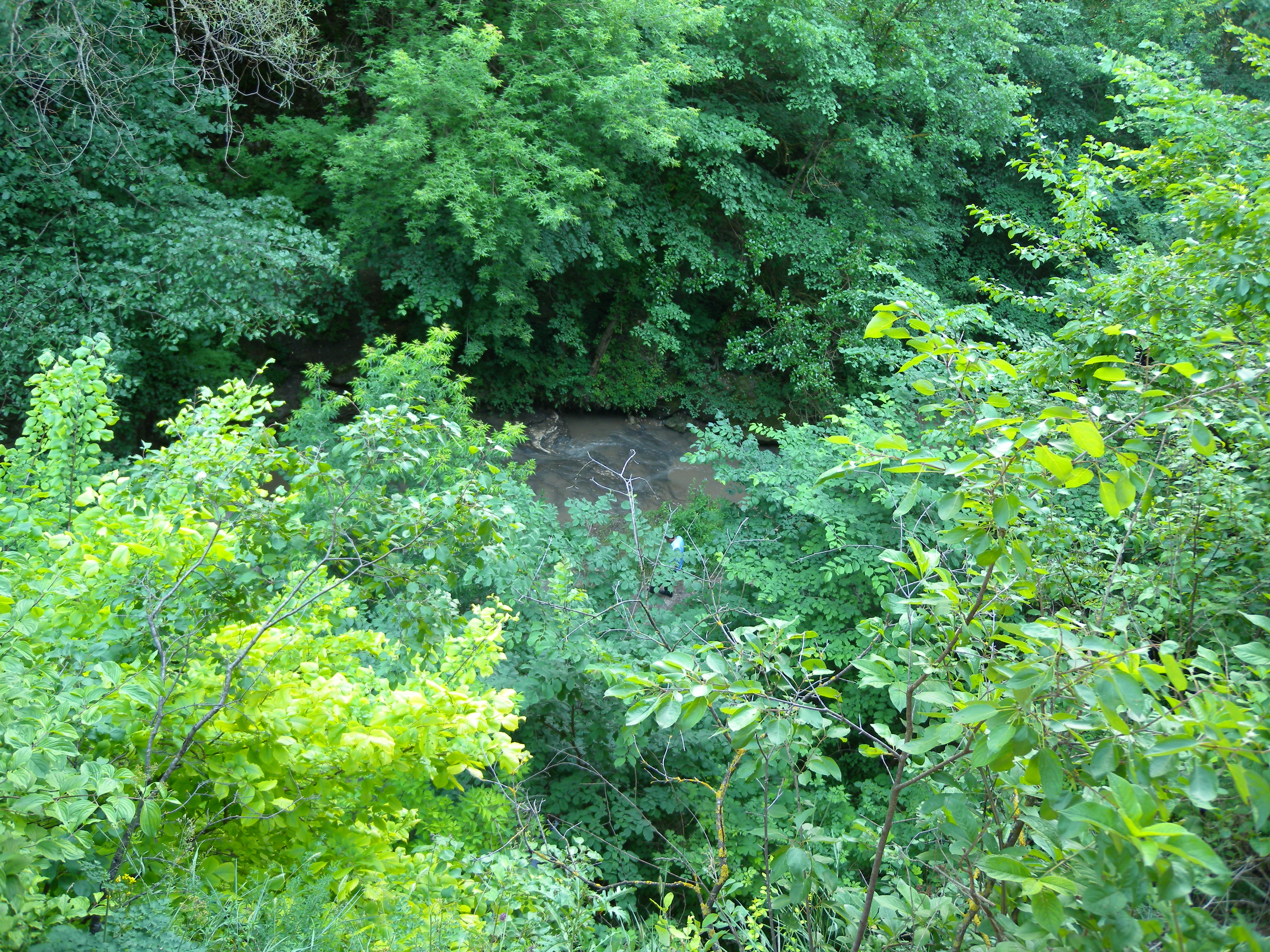
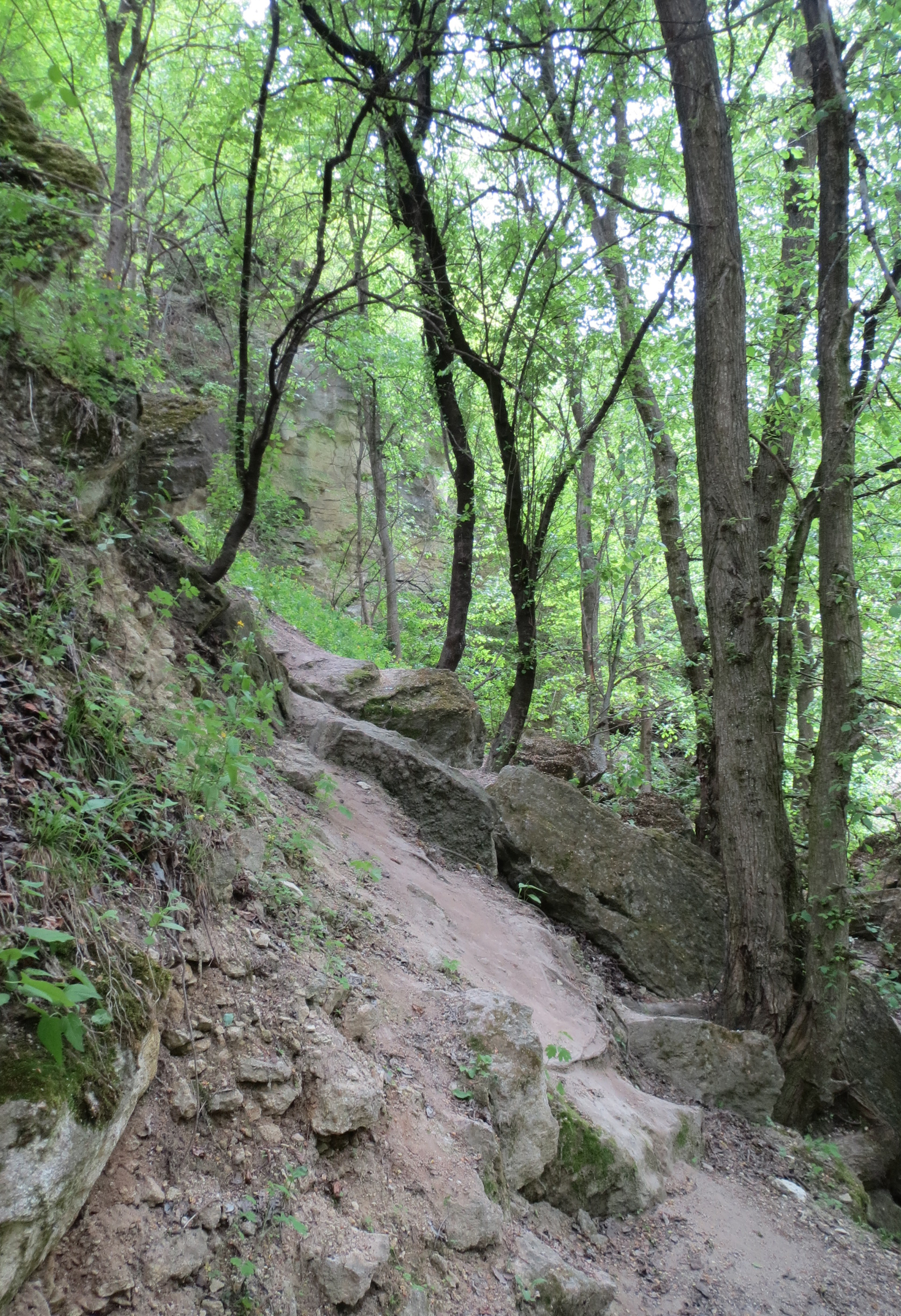
Potecă din defileul Saharnei
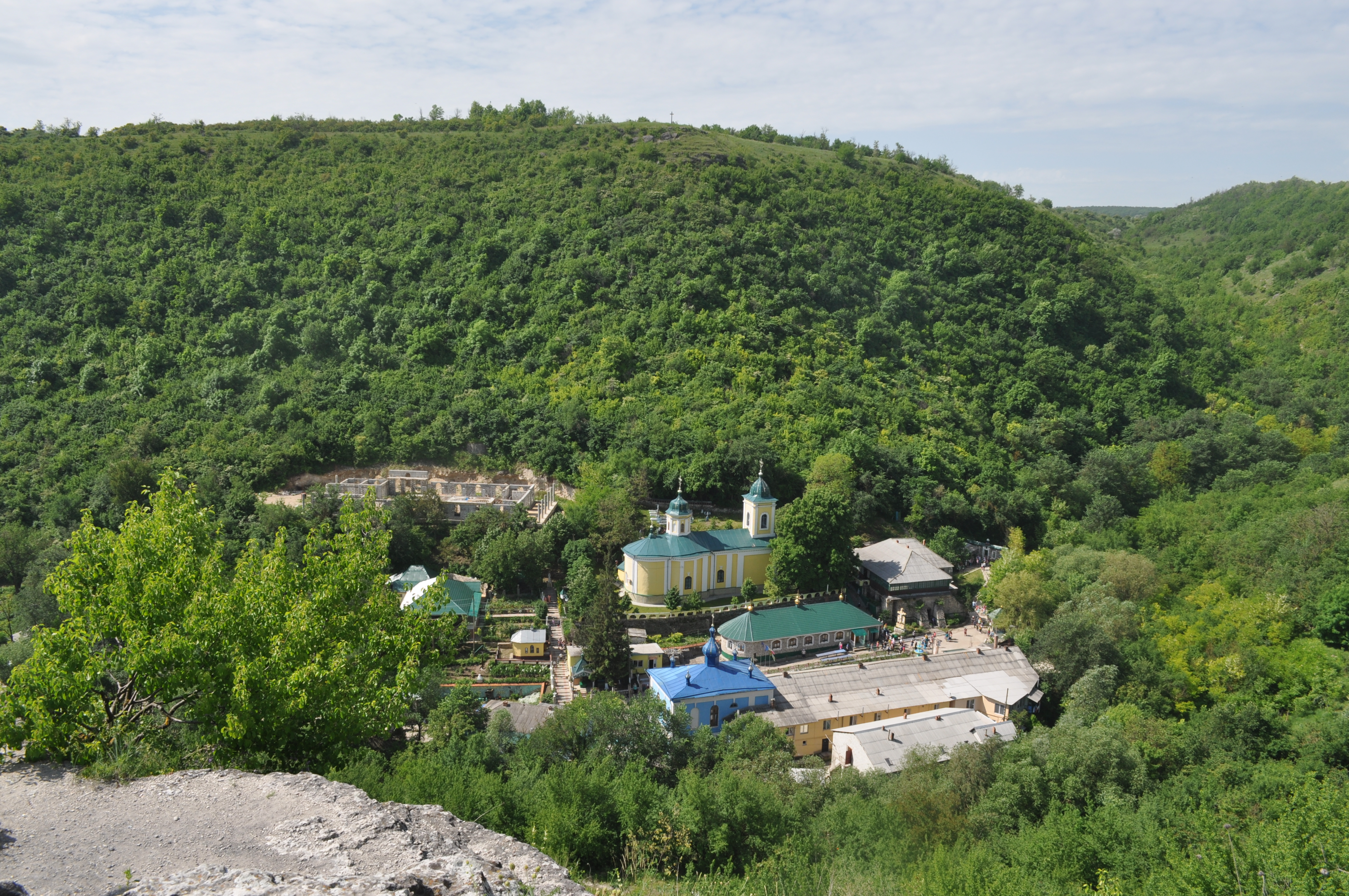
Complexul monastic
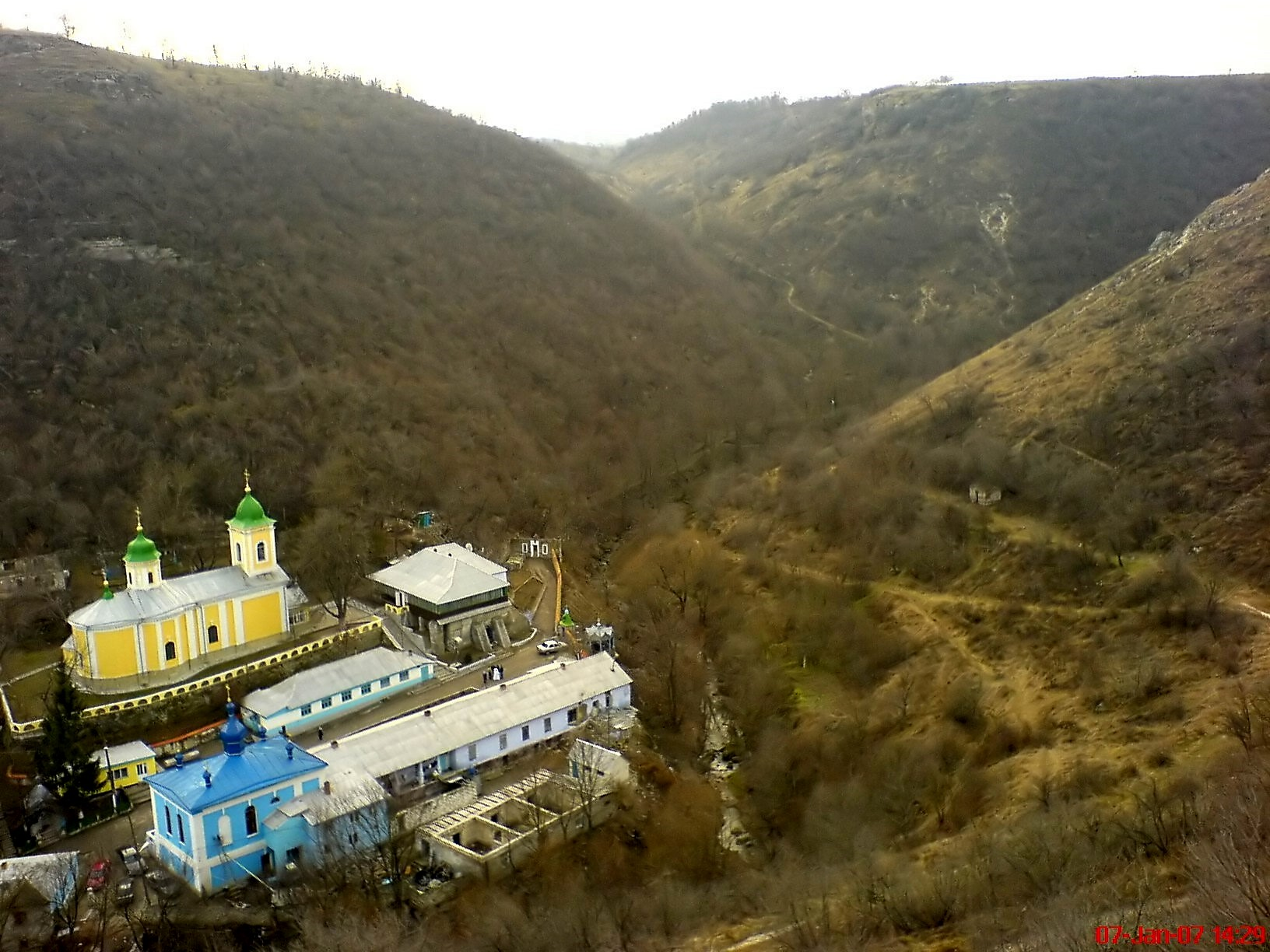
Valea Mânăstirii
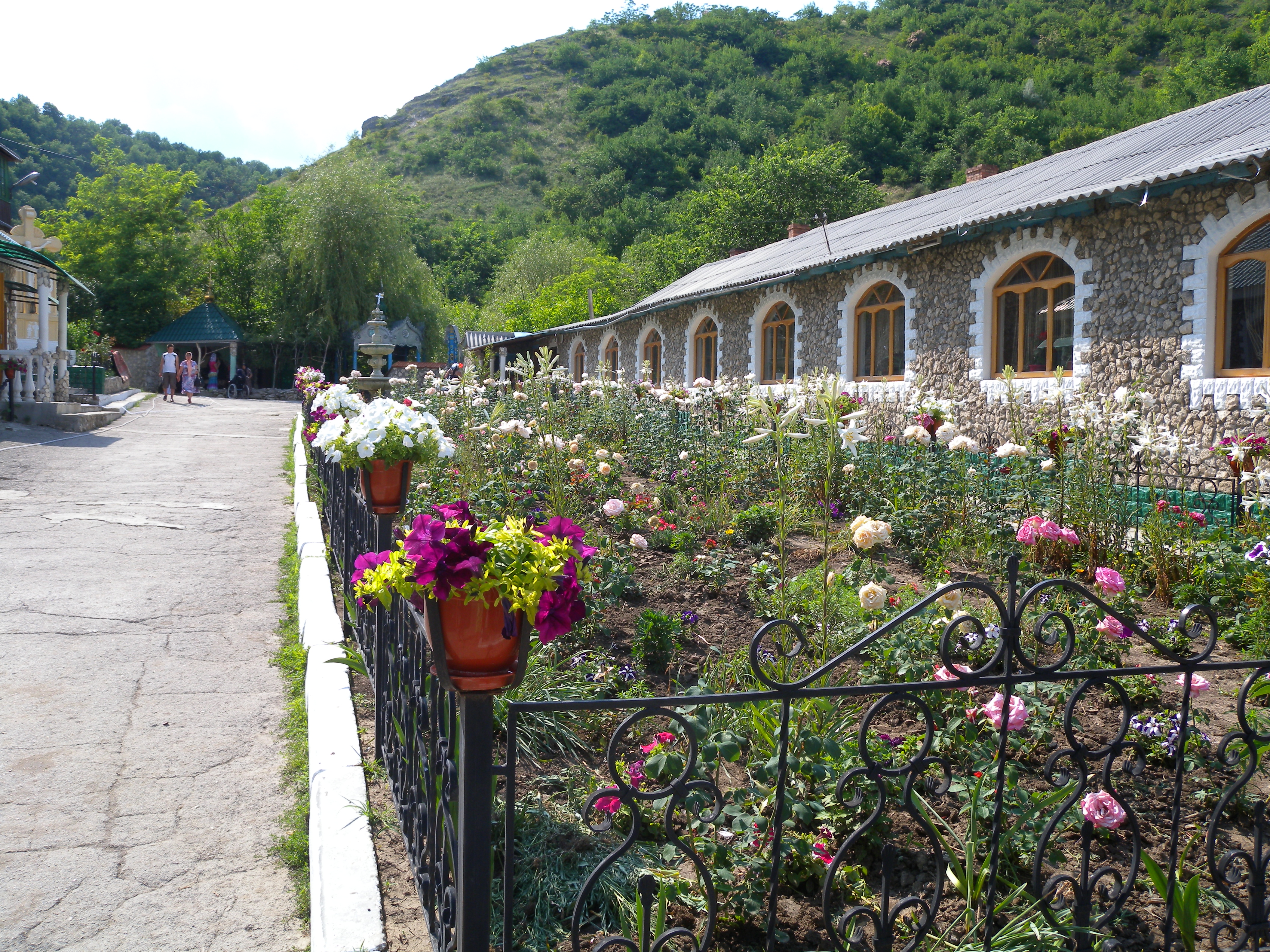